# Tobias Ellebæk
Tobias Ellebæk (født 15. maj 1992 på Mors) er en dansk håndboldspiller, der spiller for KIF Kolding.

## Spillerkarriere
Ellebæk startede i Mors-Thy Håndbold og tog i 2016 til Aalborg Håndbold. Her vandt han det danske mesterskab i 2017, 2019 og 2020 og pokalen i 2018.
Mellem 2020 og 2024 spillede han for tyske Frisch Auf Göppingen. Med dem fik han bronze medaljer i EHF European League i 2023. I 2024 tog han tilbage til Danmark og skrev kontrakt med KIF Kolding. I 2024-25 sæsonen var han med på KIF Kolding-holdet, der rykkede ned fra Herrehåndboldligaen. Det var KIF Koldings første nedrykning i 41 år.
Han har op til flere U-landsholdskampe på CV'et. Han fik debut på det danske landshold d. 6 november 2015 mod Spanien.

## Privat
Han er storebror til FCM's Louise Ellebæk.